# Sønderjyske Krigsfanger
|  | Denne artikel er oprettet af botten PalnaBot ud fra en ekstern database. Den kan derfor have sproglige fejl eller mangler. Denne skabelon kan fjernes efter kontrol af indholdet. |

Sønderjyske Krigsfanger er en film med ukendt instruktør.

## Handling
Efter første verdenskrig ankommer Sønderjyske krigsfanger den 15. marts 1919 til Københavns havn ombord på S/S Primula. Stor modtagelse på havnen. Der råbes hurra. Københavns havn isfyldt. Skibe sejler gennem isen. Amalienborg, Livgarden trækker op. Vagtafløsning. De sønderjyske krigsfanger ombord på skibet. Foran bygning. Sønderjyderne går ind i bygning. Mange mennesker omkring dem.